# Chiesa di San Francesco Saverio (Sansepolcro)
La chiesa di San Francesco Saverio e il Palazzo del seminario che sorge accanto ad esso sono due edifici sacri che si trovano in via Pier della Francesca a Sansepolcro.

## Storia e Descrizione
La chiesa e il Collegio dei Gesuiti adiacente (1638-1773; Seminario vescovile dal 1774 al 1966 ed ora sede di un istituto tecnico economico) furono costruiti contemporaneamente tra il 1680 e il 1690, per ospitare l'Ordine religioso appena arrivato a Sansepolcro. Il progetto della chiesa e del collegio fu eseguito dall'architetto gesuita Ciriaco Pichi (1653), originario di Sansepolcro, al quale si deve anche la chiesa di Sant'Ignazio ad Arezzo. Nel 1725 l'intero edificio subisce alcuni danni a motivo del terremoto. Nel 1773, al momento della soppressione della Compagnia di Gesù, nell'edificio del collegio vengono insediate le scuole pubbliche e il Seminario Vescovile di Sansepolcro, che vi manterrà la propria sede fino al trasferimento nella Villa del Petreto nell'anno 1966.
Su iniziativa del vescovo di Sansepolcro Domenico Bornigia, nel 1955 la grande chiesa è stata trasformata in sala congressi e cinematografica, e ancora oggi svolge questa funzione.
Di notevole interesse sono sia la facciata in laterizio con soluzioni architettoniche di grande omogeneità ed equilibrio, che l'interno con decorazione a stucco dalle linee sobrie, organizzata lungo le pareti con membrature classiche in cui sono inserite nove statue di Virtù. Non sono però più presenti gli altari e la volta originaria è occultata da un moderno controsoffitto. La tela che era collocata all'altare maggiore con la Conversione della Regina delle Indie, di Andrea Pozzo, del 1690, è oggi esposta al Museo Civico.